# Jäkälävaara (kulle)
Jäkälävaara är en kulle i Finland.   Den ligger i den ekonomiska regionen  Tornedalens ekonomiska region  och landskapet Lappland, i den norra delen av landet, 700 km norr om huvudstaden Helsingfors. Toppen på Jäkälävaara är 220 meter över havet, eller 51 meter över den omgivande terrängen. Bredden vid basen är 1,6 km.
Terrängen runt Jäkälävaara är huvudsakligen platt. Runt Jäkälävaara är det mycket glesbefolkat, med 2 invånare per kvadratkilometer.